# Седько, Эрнес Сергеевич
Эрнес Сергеевич Седько (род. 16 апреля 1987, Чирчик, Ташкентская область) — узбекистанский и российский футболист, нападающий.

## Биография
Начал выступать на взрослом уровне в 2005 году в составе клуба «Кимёгар» (Чирчик) в первой лиге Узбекистана. Часть сезона 2007 года провёл в ташкентском «Курувчи», в его составе сыграл один матч в высшей лиге — 14 апреля 2007 года в игре против «Машъала» заменил на 78-й минуте Бахтиёра Ашурматова.
В 2008 году играл в первой лиге Узбекистана за «Сокол» (Учкудук), команда поделила 2-3 места. В Кубке Узбекистана 2008 года в 1/16 финала в игре против ташкентского «Локомотива» (1:1, 5:4-пен) забил гол в основное время и реализовал решающий послематчевый пенальти. В 2009 году числился в составе клуба высшей лиги «Кызылкум».
В начале 2010-х годов выступал за любительские клубы Москвы в соревнованиях по футболу 8х8.
В 2013 году перешёл в казахстанский клуб «Махтаарал» из первой лиги и стал лучшим бомбардиром своей команды с 8 голами. На следующий год играл в первой лиге за команду «Астана-1964», забил 4 гола в первенстве и 2 — в Кубке Казахстана.
В 2015 году выступал за ошский «Алай», в его составе стал чемпионом Кыргызстана 2015 года. В одном из последних матчей того сезона, 18 октября 2015 года против «Абдыш-Аты» сломал ногу в столкновении с Фархатом Мусабековым. Более года футболист восстанавливался от травмы, в этот период также выполнял в клубе обязанности тренера-селекционера. Снова был включён в заявку «Алая» как игрок во второй половине 2017 года. Финалист Кубка Кыргызстана 2017 года, в финальном матче остался в запасе, а в одном из полуфинальных матчей стал автором гола в ворота «Нефтчи» (Кочкор-Ата).
Зимой 2016/17 годов, а также с ноября 2017 года снова играл за любительские команды Москвы.
В 2022 году выступал за ФК «Куркино» в Третьем дивизионе России (зона «Москва», дивизион А), а в 2024 году также в Третьей лиге за «Металлург» из Видного (чемпионат Московской области).